# رود کلانتان
رود کلانتان (مالایی: Sungai Kelantan) رود بزرگی در ایالت کلانتان مالزی است. حوضه آبریز این رود حدود ۱۱٬۹۰۰ کیلومتر متر مربع در شمال‌شرقی مالزی است، که بخشی از پارک ملی تامان نگارا را شامل می‌شود و به سمت شمال به دریای چین جنوبی جریان می‌یابد. میزان بارش در این منطقه بین صفر میلی‌متر در فصل خشک (مارس-مه) تا ۱٬۷۵۰ میلی‌متر در فصل باران‌های موسمی (نوامبر-ژانویه) متغیر است. میانگین رواناب این منطقه حدود ۵۰۰ متر مکعب بر ثانیه است.